# 2021
2021 је била проста година, која је почела у петак. 2021. је двадесет и прва година 3. миленијума, двадесет и прва година 21. века и друга година 2020-их.

## Догађаји

### Јануар
- 1. јануар — Магистрални гасовод „Балкански ток” у Србији, којим се допрема руски гас преко Турске и Бугарске, а који се протеже у дужини од 403 километра од Зајечара до Хоргоша, званично је пуштен у рад у Госпођинцима, код Жабља.
  - Осморо младих људи угушило се плином у новогодишњој ноћи недалеко од Посушја у Босни и Херцеговини.
- 6. јануар — Демонстранти који су се окупили у Вашингтону упали су у зграду Конгреса на Капитолу, током нереда четворо људи је изгубило живот.
- 9. јануар — У хаварији индонежанског путничког авиона који се срушио непосредно након полетања из Џакарте, страдало је 56 путника и 6 чланова посаде.
- 10. јануар — Најмање четири особе смртно су страдале у Шпанији, којој је олуја Филомена донела незапамћене снежне падавине.
- 11. јануар — Број заражених од Ковида-19 је прешао 90 милиона случајева широм света.
- 14. јануар — Представнички дом америчког Конгреса изгласао је опозив одлазећег америчког председника Доналда Трампа после заузимања зграде Капитола, чиме је он постао први председник у историји САД који је опозван два пута.
- 15. јануар — Холандски премијер Марк Руте и његова влада колективно су поднели оставку због извештаја о лошем управљању субвенцијама за бригу о деци чиме је угрожена егзистенција више хиљада породица.
  - Земљотрес на индонежанском острву Сулавеси однео је 42 живота док је повређено више од 800 особа.
    - Број умрлих од Ковида-19 је широм света прешао 2 милиона. Сједињене Државе су постале прва држава у којој је од последица овог вируса преминуло 400 хиљада људи.
- 16. јануар — Најмање два припадника авганистанских безбедносних снага отворила су ватру и убила 12 колега у провинцији Херат, на западу земље.
- 20. јануар — Џо Бајден положио заклетву и ступио на дужност 46. председника САД.
  - Најмање две особе погинуле су услед експлозије од које се срушио део зграде у центру Мадрида.
- 21. јануар — Најмање 32 особе су погинуле у бомбашком нападу на једну пијацу у Багдаду.
- 22. јануар — Командант трећег корпуса Армије БиХ, Сакиб Махмуљин, осуђен је на казну од 10 година затвора за злочине над заробљеним српским цивилима и војницима на подручју Завидовића и Возуће 1995. године.
- 24. јануар — У паду авиона који је превозио фудбалере бразилског Палмаса, погинуло је шест особа.
- 26. јануар — Број заражених од Ковида-19 је прешао 100 милиона случајева широм света.
- 27. јануар — Свечано је откривен споменик Стефану Немањи у Београду уз присуство политичког руководства Србије и Републике Српске.
- 28. јануар — Најмање шесторо људи је изгубило живот док је неколико хоспитализовано услед цурења течног азота у једном погону за паковање хране на североистоку Џорџије.
- 29. јануар — Најмање петоро људи је преминуло услед пожара у једној болници у Букурешту.
  - Најмање 350 особа је повређено у сукобима полиције и демонстраната у Триполију.
- 30. јануар — Свих пет чланова посаде погинуло је приликом рушења војног хеликоптера у планинском подручју на истоку Кубе.

### Фебруар
- 1. фебруар — Војска Мјанмара је извела пуч и ухапсила председницу Владе Аунг Сан Су Ћи, поставила генерала за привременог председника и прогласила ванредно стање на годину дана.
- 4. фебруар — У полицијској акцији МУП борбе против организованог криминала ухапшено је 19 припадника навијачких група међу којима је и Велимир Беливук вођа навијача познат као „Веља Невоља”.
- 13. фебруар — Амерички Сенат је већином гласова ослободио бившег председника Доналда Трампа оптужби за наводно подстицање побуне током нереда и упада у зграду Конгреса 6. јануара.
- 16. фебруар — Најмање 60 људи је страдало и на стотине је нестало након што је путнички брод из ДР Конга, на којем се налазило више од 700 путника, потонуо у реку Конго.
- 18. фебруар — Свети архијерејски сабор Српске православне цркве изабрао је митрополита загребачко-љубљанског Порфирија за 46. патријарх Српске православне цркве.
- 25. фебруар — Број умрлих од Ковида-19 је широм света прешао 2,5 милиона.
- 26. фебруар — Припадници исламистичке терористичке групе Боко харам киднаповали су више од 300 ученица из једне средње школе у нигеријској држави Замфара.
- 27. фебруар — Најмање 25 људи погинуло је након масовног бекства из затвора у Порт о Пренсу, главном граду Хаитија.

### Март
- 1. март — Бивши председник Француске, Никола Саркози, осуђен је на три године затвора, од којих су две условно, због корупције.
- 4. март — Војни хеликоптер се срушио на истоку Турске, погинуло је 9 особа док су 4 повређене.
- 8. март — При експлозијама у војној касарни, најмање 31 особа погинула је у Екваторијалној Гвинеји, а повређено је приближно 600 људи.
- 9. март — Европски парламент укинуо је имунитет за бившег каталонског лидера Карлеса Пуџдемона.
- 11. март — 27 људи, међу којима су и деца, погинуло је када је аутобус слетео са пута у близини града Сумеданга на индонежанском острву Јава.
- 13. март — Четворица полицајаца је убијено у пуцњави наоружаних нападача у мексичкој држави Закатекас.
- 17. март — Дик Хојт, маратонац и тријатлонац који је на такмичењима гурао свог сина с инвалидитетом Рика (Тим Хојт). (* 1940)
- 23. март — Десеторо људи, међу којима један полицајац, убијено је у пуцњави у једном супермаркету у америчкој држави Колорадо.
- 24. март — Теретни брод Евер Гивен тајванске компаније, дијагонално се заглавио у Суецком каналу и потпуно блокирао саобраћај.
- 26. март — Најмање 32 особе су погинуле, а 66 је повређено у судару два воза јужно од египатског главног града Каира.
- 30. март — У Танзанији је погинуло 45 људи у стампеду током јавног опроштаја од преминулог председника Џона Магуфулија.

### Април
- 2. април — Нападач и један полицајац погинули су у инциденту код Капитол хила у Вашингтону.
- 9. април — Бугарска Централна изборна комисија објавила коначне резултате парламентарних избора у Бугарској, а највише гласова је освојила странка ГЕРБ.
- 10. април — Седам особа погинуло је у земљотресу магнитуде 5,9 степени који је погодио индонежанску провинцију Источна Јава.
- 16. април — Раул Кастро се повукао са места првог секретара Комунистичке партије Кубе.
  - Број умрлих од Ковида-19 је широм света прешао 3 милиона.
- 18. април — Дванаест најбогатијих европских клубова основало је Суперлигу Европе у фудбалу.
- 20. април — Председник Чада, Идрис Деби, преминуо је од повреда задобијених током обиласка трупа на фронту у борби против побуњеника на северу земље.
  - Манчестер Сити се повукао из Суперлиге Европе, што је навело четири од преосталих клубова „велике шесторке” Премијер лиге да се повуку касније тог дана, а повлачење Челсија је довело до колапса предложене лиге.
- 24. април — Амерички председник Џо Бајден потписао указ о признавању масовних злочина над Јерменима 1915. у Османском царству као геноцид.
- 29. април — Број заражених од Ковида-19 је прешао 150 милиона случајева широм света.
- 30. април — Најмање 44 људи је погинуло, а неколико десетина је повређено, током несреће на верском ходочашћу на североистоку Израела.

### Мај
- 8. мај — Бразилске снаге безбедности ликвидирале су 29 чланова банде у фавели Жакарезињу у северном делу Рио де Жанеира.
- 9. мај — У бомбашким нападима на средњу школу у Кабулу погинуло је најмање 55 особа, док је више од 150 особа повређено, махом ученица школе.
- 11. мај — У пуцњави у школи у Казању погинуло је девет, а повређено 32 људи.
- 14. мај — У екплозији која се догодила у џамији у Шакар Дару у Авганистану погинуло је најмање 12 људи, а неколико десетина је повређено.
- 16. мај — Одржани локални избори у Хрватској.
- 18. мај — Одржано прво полуфинале Песме Евровизије. У финале су се пласирали Литванија, Русија, Шведска, Кипар, Норвешка, Белгија, Израел, Азербејџан, Украјина и Малта.
- 19. мај — Белоруски војни авион срушио се на западу те земље, а погинула су оба пилота.
- 20. мај — Из другог полуфинала Песме Евровизије у финале су се пласирали Сан Марино, Грчка, Молдавија, Исланд, Србија, Албанија, Португал, Бугарска, Финска и Швајцарска.
- 22. мај — Две особе су убијене, а осам је рањено у пуцњави која се догодила у америчком граду Минеаполису.
  - Италијански бенд Монескин однео је победу на Песми Евровизије у Ротердаму са освојена 524 бода. На другом месту је Барбара Прави из Француске са 499 поена, док је на трећем месту швајцарски представник Gjon's Tears са освојена 432 поена. Представнице Србије, група Hurricane су на 15. месту са 102 бода.
- 23. мај — Најмање 14 људи је погинуло у паду жичаре у Италији.
- 29. мај — Свети архијерејски синод Српске православне цркве изабрао је владику Јоаникија Мићовића за митрополита Митрополије црногорско-приморске.
- 31. мај — Почела пријава за подстицај Владе Србије од 3.000 динара за грађане који су се вакцинисали макар једном дозом вакцине до 31. маја, односно, према Уредби о подстицајним мерама за имунизацију и спречавање и сузбијање заразне болести ЦОВИД-19.

### Јун
- 7. јун — Према прелиминарним резултатима мексичка владајућа странка Морена и њени савезници имају већину у новом сазиву Доњег дома Конгреса.
  - У судару два експресна воза у јужном Пакистану погинуло је најмање 38 особа, а више десетина је повређено.
- 8. јун — Жалбено веће Механизма за кривичне судове у Хагу осудило је генерала Ратка Младића на доживотан затвор.
- 13. јун — Најмање 11 особа је погинуло, а 37 тешко рањено у експлозији гаса у централној Кини.
- 20. јун — У компанији Слобода Чачак дошло је експлозије током које је троје људи лакше повређено.
- 23. јун — Руско Министарство одбране]] је објавило снимак ловаца Су-24М и беспилотне летелице док надлећу британски разарач „Дефендер” у данашњем инциденту када су повређене руске државне границе.
- 24. јун — На Флориди у Мајамију се срушио део стамбене дванаестоспратнице, страдало је 4 људи, а 159 се води као нестало.
  - У торнаду који је погодио неколико градова на југоистоку Чешке, погинуло је најмање 5 особа а преко 200 је повређено.
- 25. јун — Суд у америчкој држави Минесота осудио је бившег полицајца Дерека Шовина на 22 године и шест месеци затвора за убиство Афроамериканца Џорџа Флојда.

### Јул
- 7. јул — Председник Хаитија, Жовенел Моиз, убијен је у нападу на његову приватну резиденцију у Порт о Пренсу.
- 11. јул — На Куби покренути антивладини протести због лоше економске ситуације, несташице хране и лекова, поскупљења и начина на који се Влада бори против пандемије корона вируса.
- 15. јул — Најмање 58 људи је настрадало, а десетине особа се воде као нестале након катастрофалних поплава у Немачкој. Непогоде су погодиле још и Холандију, Белгију и Луксембург.
- 19. јул — Педро Кастиљо је изабран за 63. председника Перуа.
- 23. јул—8. август — Олимпијске игре у Токију.
- 23. јул — Високи представник за Босну и Херцеговину Валентин Инцко је донео одлуку да искористи бонска овлашћења и наметне допуне Кривичног закона Босне и Херцеговине којима се забрањује и кажњава негирање геноцида у Сребреници, одлуку која је критикована од стране разних српских политичара чиме је почела друга политичка криза у Босни и Херцеговини.
- 27. јул — Након пет година рада компанија Геокс (Geox) затвара фабрику обуће у Врању, а без посла остаје 1.200 људи.
- 29. јул — У поплавама у планинској провинцији Нуристан на северу Авганистана настрадало је 150 људи.

### Август
- 4. август — Број заражених од Ковида-19 је прешао 200 милиона случајева широм света.
- 14. август — Земљотрес јачине седам јединица Рихтерове скале погодио је Хаити, епицентар земљотреса био је осам километара од града Пети Труд Нип на дубини од 10 километара.
- 15. август — Кабул, главни град Авганистана, пао је у руке Талибана; председник Ашраф Гани је напустио државу.
- 24. август—5. септембар — Параолимпијске игре у Токију.
- 26. август — У самоубилачком нападу код аеродрома у Кабулу, страдало је најмање 170 људи, а више од 200 је повређено.
- 30. август — Последњи контигент америчких трупа повукао се из Авганистана и предао је међународни аеродром у Кабулу у руке Талибанима чиме је двадесетогодишњи рат завршен.

### Септембар
- 2. септембар — У поплавама које су погодиле Њујорк, живот је изгубило најмање 15 људи.
- 4. септембар — Женска одбојкашка репрезентација Италије постала је шампион Европског првенства 2021. године пошто је у финалу победила репрезентацију Србије с резултатом 3 : 1.
- 4 — 5. септембар — У нередима на Цетињу повређено је седам полицајаца, а приведено је 14 особа након сукоба полиције и црногорских националиста који су покушали да силом спрече устоличење митрополита Митрополије црногорско-приморске Јоаникија II Мићовића.
- 5. септембар — На Цетињу је свечано устоличен нови митрополит Митрополије црногорско-приморске Јоаникије.
- 7. септембар — Снажан земљотрес магнитуде 7 степени погодио је југозапад Мексика, док је у централном делу земље од последица поплава страдало 16 особа.
- 8. септембар — Министар за ванредне ситуације Русије Јевгениј Зиничев погинуо је спасавајући човека током међуресорне вежбе у Краснојарској области.
- 10. септембар — Током јутарњег брифинга у Газпрому, Алексеј Милер, председник одбора, рекао је да је изградња цевовода Северни ток 2 у потпуности завршена ујутру у 8:45 сати (по московском времену), саопштила је Газпромова Дирекција за информације.
- 13. септембар — Данил Медведев и Ема Радукану су победници у појединачној конкуренцији на Отвореном првенству САД у тенису.
  - Најмање 14 људи је погинуло у пожару који је избио у ковид-болници у македонском граду Тетову.
- 15. септембар — Свечано је обележен Дан српског јединства, слободе и националне заставе, слободе и националне заставе, празник установљен да се прославља на дан Пробоја солунског фронта.
  - Потписан је војни савез АУКУС или Аукус (скраћено од Аустралија, Уједињено Краљевство и Сједињене Државе) иначе тројни пакт о војној безбедности између англосаксонских држава: Аустралије, Велике Британије и Сједињених Држава шзо је изазвало дипломатску кризу унутар НАТО савеза, пре свега са Француском, али и са Немачком, ЕУ и Кином.
- 17. септембар — Иран је постао пуноправни члан Шангајске организације за сарадњу.
- 19. септембар — Одбојкашка репрезентација Италије постала је шампион Европског првенства 2021. године пошто је у финалу победила репрезентацију Словеније с резултатом 3 : 2.
- 20. септембар — Припадници специјалне јединице РОСУ су рано ујутру заузели два административна прелаза на северу Косова са око 20 возила, од чега више од 10 блиндираних, чиме је поново ескалирала десетогодишња криза на северу Косова и Метохије.
  - У близини административног прелаза Јариње где су већ осам дана били стационирани припадници специјалних јединица косовске полиције, у преподневним часовима појавили су се војници Кфора.
- 26. септембар — У посету снагама Војске Србије, поред министра одбране и начелника Генералштаба, дошли су и амбасадор Руске Федерације Александар Боцан-Харченко и изасланик министра одбране генерал-мајор Александар Зинченко како би се лично уверили у актуелну ситуацију. Два авиона „орао” Војске Србије пролетела су два круга изнад Jариња. Пола сата пре авиона, простор на којем су распоређени специјалци косовске полиције и окупљени на протесту надлетао је хеликоптер Кфора.
- 30. септембар — Постигнут је споразум између привремене управе Косова и Србије уз посредовање ЕУ у Бриселу, по ком се косовска полиција повукла 2. октобра 2021. Заједно са овим биће уклоњене и барикаде које су поставили демонстранти. Уместо њих ће ући трупе НАТО-а.
  - У вечерњим сатима, приликом ноћне смене специјалних полицијских јединица на прелазу Брњак, припадници Росу намерно су оштетили десетак приватних возила чији су власници Срби.
    - Бивши француски председник Никола Саркози проглашен је кривим за илегално финансирање кампање за председничке изборе 2012. године.

### Октобар
- 1. октобар — Руски „Гаспром” саопштио је да је почела испорука гаса преко „Турског тока” у Бугарску, Србију, Мађарску и у Хрватску.
  - Бивши председник Грузије Михаил Сакашвили је ухапшен и пребачен у затвор у Тбилисију.
- 2. октобар — Специјалне јединице косовске полиције Росу су се, после 13 дана повукле са прелаза Јариње и Брњак у складу са договором у вези са регистарским таблицама возила који је постигнут 30. септембра у Бриселу.
- 4. октобар — У 8:00 сати нормализован је саобраћај на административним прелазима Јариње и Брњак, пошто је за возила успостављен режим са налепницама за прекривање специфичних делова регистарских ознака.
  - Компанија „Норд стрим АГ” почела је да пуни гасом први крак гасовода „Северни ток 2”.
- 7. октобар — Абдулразак Гурна из Танзаније, добитник је Нобелове награде за књижевност.
- 8. октобар — Најмање 100 особа је погинуло и повређено у снажној експлозији у џамији у Кундузу у Авганистану.
- 9. октобар — Аустријски канцелар Себастијан Курц поднео је оставку.
- 11. — 12. октобар — Београд је два дана био центар обележавања шест деценија Покрета несврстаних земаља. Дводневни самит пратило је више од 550 делегата и више од 300 страних и домаћих новинара.
- 13. октобар — Косовска полиција спровела је поново акцију у којој је затворено више продавница у северном делу Косовске Митровице и околним местима и на тај начин изазвала реакцију житеља тог града, који су камионима и возилима блокирали поједине градске улице и раскрснице. У сукобима РОСУ и Срба са севера Косова више десетина људи је повређено и рањено, а једна особа је тешко повређена. У Рашкој је у 15 сати одржан састанак председника Србије са Србима са КиМ.
  - Нападач у Норвешкој убио четири жене и једног мушкарца док је наоружан луком и стрелом насумице гађао људе на улицама.
- 14. октобар — Најмање шест особа је убијено, а преко 60 их је рањено у пуцњави у Бејруту.
- 15. октобар — У седишту Уједињених нација у Њујорку је одржана седница Савета безбедности на којој је разматран редован шестомесечни извештај генералног секретара УН Антонија Гутереша о ситуацији на Косову који се односи на период од 16. марта до 15. септембра 2021. године.
  - Бивша државна секретарка МУП Дијана Хркаловић приведена је на основу доказа које поседују надлежни државни органи у вези са убиством Властимира Милошевића у улици краљице Марије у Београду.
    - Приликом експлозије у шиитској џамији у Кандахару у Авганистану, страдало је најмање 32.
- 17. октобар — Самоопредељење премијера привремених приштинских институција Аљбина Куртија није успело да победи ни у једној општини у првом кругу. Кандидати Српске листе су победили у свих 10 општина са српском већином, саопштио је председник Српске листе Горан Ракић.
- 18. октобар — Русија је најавила да обуставља дипломатске односе са алијансом НАТО пакта.
  - Срећко Софронијевић, кога су тешко ранили специјалци косовске полиције, пребачен је у Ургентни центар у Београду, због могућих постоперативних компликација, изјавио је за Танјуг директор КБЦ Косовска Митровица Златан Елек.
- 20. октобар — На седници Кризног штаба одлучено је да се у Србији уведу ковид пропуснице, али које ће се примењивати само после 22 сата, потврдила је после седнице Кризног штаба премијерка Србије Ана Брнабић.
  - Исто вече незадовољни најновијом одлуком Кризног штаба о увођењу ковид пропусница, грађани Београда су започели протесте код Народне скупштине.
    - Одржан састанак у московском формату (Русија, Кина, Пакистан, Иран, Индија, Авганистан кога представљају Талибани) о решавању авганистанске кризе.
- 21. октобар — Француска је наговестила да би могла Пољској да уведе санкције, укључујући и финансијске, због недавне пресуде пољског Уставног суда да су поједини чланови повеље Европске уније неуставни у тој земљи.
  - Ђорђу Јоксимовићу из Крагујевца враћене су три малолетне ћерке за чије се старатељство борио шест година.
    - Обележено 80 година од када су немачке окупационе снаге у крагујевачким Шумарицама стрељале око 3.000 недужних цивила, међу којима и око 300 ђака и наставника.
      - Амерички глумац Алек Болдвин нехотице је убио директорку фотографије Галину Хачинс и ранио режисера Џоела Соузу пошто је на филмском сету пуцао из сценског пиштоља.
- 22. октобар — Најмање 16 људи је погинуло, а 9 се води као нестало у пожару који је избио у фабрици за производњу барута у руском региону Рјазањ.
- 23. октобар — Шест особа је погинуло, а више њих је повређено у пожару који се догодио у једној кући у Брчком.
  - Турски председник Реџеп Тајип Ердоган наредио је да се 10 амбасадора прогласе (Канаде, Данске, Француске, Немачке, Холандије, Норвешке, Шведске, Финске, Новог Зеланда и Сједињених Америчких Држава) „персонама нон грата” због позивања на ослобађање бизнисмена и филантропа Османа Кавале.
- 24. октобар — Земљотрес магнитуде 6,2 степени потресао је североисточни део Тајвана.
  - Колумбијске оружане снаге ухапсиле су главног нарко боса у тој земљи Даира Антонија Усугу, познатог под надимком Отонијел, оптуженог да је у САД испоручио на десетине тона кокаина.
- 25. октобар — Три особе су погинуле, а 80 их је повређено у протестима у престоници Судана, Картуму, пошто је војска преотела власт од прелазне владе те земље. УН, САД, Британија, Афричка унија и Арапска лига позивају на хитно ослобађање чланова суданске владе.
  - Амбасаде Сједињених Држава, Канаде, Холандије и Новог Зеланда објавиле су на Твитеру да ће поступати у складу са одредбом 41 Бечке конвенције о дипломатским односима и да се неће мешати у унутрашња питања Турске. Ову објаву америчке амбасаде поделиле су и Шведска, Норвешка, Финска и Данска након чега је председник Турске Реџеп Тајип Ердоган наредио да се повуче одлука од два дана раније за 10 амбасадора да се прогласе „персонама нон грата”.
    - Пољски премијер Матеуш Моравјецки оптужио је ЕУ да поставља захтеве Варшави „упереним пиштољем у главу” и позвао Брисел да повуче претње правним и финансијским санкцијама ако жели да реши кризу око владавине права у тој земљи.
- 26. октобар — Египатски председник Абдел Фатах eл Сиси укинуо је ванредно стање у земљи након више од четири године.
  - Немачка канцеларка Ангела Меркел је и формално, у складу са законом, разрешена дужности, али ће остати на челу владе у техничком мандату до избора нове.
- 27. октобар — У Лондону почиње дводневно рочиште о изручењу оснивача Викиликса Џулијана Асанжа Сједињеним Америчким Државама.
  - Суданском премијеру Абдалаху Хамдоку и његовој супрузи, који су приведени након што је војска извршила пуч и преузела власт, дозвољено је да се врате у своју кућу у Картуму, потврдио је један војни званичник. У Савету безбедности УН без сагласности о ситуацији у Судану.
- 31. октобар — Премијер Северне Македоније, Зоран Заев, поднео је оставку након лоших резултата његове партије СДСМ на локалним изборима.

### Новембар
- 2. — 3. новембар — Председник Владе Црне Горе Здравко Кривокапић боравио је у дводневној посети Србији.
- 3. новембар — Земљотрес јачине 4,4 степена по Рихтеровој скали регистрован је на око четири километра од Крагујевца, наводи Европско-медитерански сеизмолошки центар (ЕМСЦ).
  - Савет безбедности Уједињених нација једногласно је усвојио резолуцију којом се продужава мандат мисије ЕУ, Алтеа. У новој резолуцији не помињу се ОХР и високи представник. САД критиковале Милорада Додика. Русија сматра да ОХР подрива Дејтонски споразум. Хрватска тражила нови изборни закон. Србија: „Дијалог једини пут напред”.
- 4. новембар — Одржана је Изборна скупштина САНУ 2021.
- 5. — 6. новембар — У многим градовима Босне и Херцеговине — Сарајеву, Мостару и околним местима због поплаве изазваних обилним падавинама ситуација је критична, а у појединим деловима су евакуисани грађани.
- 6. новембар — Српски тенисер Новак Ђоковић обезбедио је прво место на крају 2021. године по седми пут у каријери победом над Хубертом Хуркач на Париз мастерсу, чиме је оборио рекорд свих времена.
  - Најмање 84 особе су погинуле након што је цистерна за гориво експлодирала у предграђу главног града Сијера Леонеа, Фритауну.
- 8. новембар — Колона илегалних миграната напустила је територију Белорусије и ушла у Пољску. Варшава за то оптужује белоруске власти наводећи да је то „још једна акција белоруског непријатеља усмерена на Пољску”.
  - Најмање 20 деце погинуло је у пожару у школи у Нигеру.
- 9. новембар — Наставила се мигрантска криза на границама Пољске и Литваније са Белорусијом. Варшава саопштава да су забележили више од триста илегалних упада, док Виљнус наводи да се стотине миграната креће ка њеном граничном прелазу. Литванија је на делу територије прогласила ванредно стање и упутила четири војна камиона са наоружаним војницима.
- 10. новембар — Пољско министарство одбране саопштило је да је током ноћи било много покушаја упада миграната на територију те земље из правца Белорусије и да је на границу послато 15.000 пољских војника. Минск је критиковао Варшаву јер нису обавештени о распоређивању војске. Тврде и да Пољска не дозвољава посматрачима да дођу на границу како не би снимили шта се заиста дешава.
- 11. новембар — Више десетина хиљада људи предвођених десничарским организацијама прошетало је центром Варшаве у традиционалном маршу поводом Дана независности Пољске.
  - Два стратешка носача ракета Ту-160 Ваздушно-космичких снага Русије патролирала су у ваздушном простору Белорусије.
- 12. новембар — Естонија, Француска, Ирска, Норвешка, Сједињене Америчке Државе и Уједињено Краљевство покренуле су питање мигрантске кризе током састанка Савета безбедности Уједињених нација одржаног иза затворених врата.
- 13. новембар — На самиту о клими у Глазгову постигнут је договор о борби против климатских промена како би се пораст температуре ограничио на 1,5 степен у односу на крај 19. века.
- 14. новембар — Фудбалери Србије савладали су Португалију са 2:1 у последњем колу квалификација за Светско првенство у Катару 2022. године и тиме изборили директан пласман на Светско првенство у Катару 2022. године.
  - На Светско првенство у Катару 2022. године квалификовале су се Белгија, Данска, Енглеска, Немачка, Србија, Француска, Хрватска и Бразил.
    - Нова центристичка антикорупцијска група Настављамо промене победила је на парламентарним изборима у Бугарској са око 26 одсто гласова.
- 16. новембар — На белоруско-пољској граници дошло је до жестоких сукоба када су мигранти покушали да пробију ограду, на шта је Пољска полиција одговорила употребом водених топова, димним бомбама и сузавцем. Мигранти су одговорили бацањем каменица.
  - Немачки регулатор (Федерална мрежна агенција) је обуставио сертификацију „Норд стрим 2 АГ”, као независног оператера гасовода „Северни ток 2”, наводи се у саопштењу.
    - Дошло је до ескалације на граници Јерменије и Азербејџана. Министарство одбране Јерменије саопштило је да 12 војника заробљено током борби на граници са Азербејџаном. Амбасадор Јерменије у Русији Вардан Тогањан каже да је ситуација на граници двеју земаља ванредна.
- 19. новембар — Председник САД Џо Бајден је током рутинског колоноскопског прегледа пребацио дужност на потпредседницу Камалу Харис, чиме је она на неколико сати била прва жена у САД која је обављала дужност председника.
  - Црногорска Скупштина усвојила је предлог за покретање поступка утврђивања да ли је председник Црне Горе Мило Ђукановић повредио Устав.
    - Шефу посланичког клуба Народне партије Аустрије (ОВП), некадашњем канцелару Себастијану Курцу, парламент је укинуо посланички имунитет у циљу наставка истраге коју води Тужилаштво за привредни криминал и корупцију.
      - Белоруски граничари обавестили су пољску страну да у близини пункта Кузница више нема миграната и да желе да наставе са радом.
        - Најмање седам особа је повређено, међу којима и један полицајац, током насилних демонстрација због увођења нових антиковид мера у Холандији. Десетине су ухапшене, а полиција је употребила и водене топове.
- 20. новембар — Десетине хиљада демонстраната марширало је Паризом и другим француским градовима тражећи додатни ангажман владе за спречавање насиља над женама чиме је обележена трећа годишњица Жутих прслука.
- 21. новембар — Нереди су избили на протесту против мера ковида у Бриселу, коме је присуствовало више десетина хиљада људи.
  - У главном граду Картуму безбедносне снаге Судана убиле су једног 16-годишњака у суданском граду Омдурману, саопштио је Централни комитет суданских лекара. Претходно је свргнут премијер Абдал Хамдок склопио договор са војним заповедницима, по којем ће он поново бити постављен за премијера.
    - Актуелни председник Бугарске Румен Радев победио је у другом кругу председничких избора противкандидата Анастаса Герџикова са 66 одсто освојених гласова. Герџиков је освојио 32 одсто.
- 23. новембар — Најмање шест особа је погинуло пошто се на истоку Шри Ланке преврнуо трајект.
  - Два радника су погинула, а 16 је повређено у експлозији у фабрици противградних ракета код Бубањ Потока.
    - Најмање 46 људи погинуло је у саобраћајној несрећи након што се путнички аутобус из Северне Македоније запалио у Бугарској.
- 24. новембар — На граници Украјине и Белорусије почела је специјална гранична операција за спречавање мигрантске кризе, саопштила је прес служба државне граничне службе те земље.
  - Мандатар за састав нове немачке владе Олаф Шолц потврдио је да су три странке — социјалдемократи, либерали и зелени — постигле договор о формирању нове владе, чиме ће се окончати ера дугогодишње владавине канцеларке Ангеле Меркел.
    - Парламент Шведске изабрао је Магдалену Андерсон, председницу Социјалдемократске партије, за новог премијера, чиме је постала прва жена на челу шведске Владе. Само седам сати пошто је изабрана за прву шведску премијерку, Магдалена Андерсон је поднела оставку.
      - Грађани незадовољни предложеним законима о референдуму и о експропријацији и најављеним доласком „Рио Тинта” у Србију одржали су протест испред зграде Председништва у центру Београда где су у улици Краља Милана блокирали саобраћај.
        - Либијска изборна комисија одбацила је кандидатуру Сејфа ал Ислама, свега десетак дана пошто је син некадашњег лидера те земље Моамера Гадафија изразио жељу да се укључи у трку за председника Либије. За сада, 98 особа, укључујући и две жене, предало документе изборној комисији.
- 25. новембар — Председник Србије Александар Вучић састао се у Сочију са председником Русије Владимиром Путином. Кључна тема 19. званичног састанка Вучића и Путина била је испорука и цена гаса, али су лидери две земље разговарали и о ситуацији на Западном Балкану, заједничким пројектима и економској сарадњи.
  - Педесет две особе, укључујући шест спасилаца погинуле су у рударској несрећи у Сибиру.
- 26. новембар — Скупштина Србије усвојила је измене и допуне Закона о експропријацији којима се утврђује да предмет експропријације могу да буду непокретности у свим облицима својине, као и да су сви поступци који се воде у складу са овим Законом хитни, имајући у виду да се покрећу и воде у јавном интересу.
  - Четири особе убијене су у пуцњави на аутобус са ученицима у селу Глођане код Дечана.
- 27. новембар — Протест грађана и еколошких активиста у неколико градова Србије започео је раније најављеном једносатном блокадом саобраћајница. Као разлог за радикализацију протеста навели су усвајање Закона о референдуму и народној иницијативи и Закона о експропријацији.
  - Председник Српске напредне странке Александар Вучић одбио је да прихвати једногласан предлог свих чланова те странке и поново се кандидује као једини кандидат за председника СНС-а, казала је од потпредседница те странке Ана Брнабић.
    - Извршни и Централни одбор СДСМ-а прихватио је оставку председника те странке Зорана Заева.
      - Палмеирас је освојио трофеј Копа либертадорес, победом у финалу над фудбалерима Фламенга резултатом 2 : 1 након продужетака.
- 28. новембар — Под паролом „Стоп режимском насиљу” активисти покрета „Не да(ви)мо Београд” одржали су протестни скуп на Тргу Републике. Окупљање је организовано као реакција на, како кажу организатори, насиље и хапшења грађана широм Србије, током блокаде путева. Као организатори скупа потписују се „Не да(ви)мо Београд”, Отворена грађанска платформа „Акција”, „Заједно за Србију” и Еколошки устанак. Протест одржан и у Шапцу.
  - Мост „Братољуб” отворен је за саобраћај, као и заједнички гранични прелаз између Љубовије и Братунца у Републици Српској. Држава Србија је финансирала изградњу моста и завршила га пре четири године, а гранични прелаз и царински терминал финансирала је Босна и Херцеговина.
    - Председник Чешке Милош Земан именовао је Петра Фијалу, лидера алијансе десног центра, за новог председника владе на церемонији коју је водио из кабине од плексигласа, јер је утврђено да је позитиван на коронавирус.
- 29. новембар — У Лозници, грађани су се окупили да захтевају повлачење просторног плана града, који предвиђа изградњу рудника литијума Рио Тинто. Они су се окупили испред зграде Општине Лозница, са захтевом да поднесу петицију са више од 5.000 потписа за повлачење тог плана.
- 30. новембар — Председник Народне скупштине Ивица Дачић расписао је референдум о промени Устава Србије за 16. јануар 2022. године.
  - Барбадос је званично постао најмлађа република на свету. На церемонији која је одржана током ноћи у главном граду Бриџтауну, Сандра Мејсон положила је заклетву као председница.
    - Наоружани и маскирани припадници јединице блиске Калифи Хафтару још једном су запосели судницу у Сабхи, како би спречили адвоката Сејфа ал Ислама да поднесе жалбу на одбијање његове кандидатуре, јављају либијски медији.

### Децембар
- 1. децембар — Председник Русије Владимир Путин предложио је да се крене у преговоре око постизања правних гаранција за неширење НАТО-а на исток.
- 3. децембар — Карл Нехамер је преузео дужност лидера Народне партије Аустрије.
- 4. децембар — У Београду и у више градова Србије, окупили су се грађани који протестују против Закона о експропријацији и Закона о референдуму и народној иницијативи, блокирајући саобраћајнице. Током блокада забележено је неколико инцидената.
  - Вулканска ерупција на индонежанском острву Јава послала је у небо огроман облак пепела, који је заклонио Сунце, због чега је настала паника међу мештанима. Најмање једна особа је погинула, а 35 повређено у ерупцији вулкана Семеру.
- 5. децембар — Репрезентација Руског тениског савеза освојила је Дејвис куп, победивши у финалу Хрватску.
  - У црногорским општинама Цетиње, Петњица и Мојковац одржани су локални избори. Демократска партија социјалиста изгубила је власт у Мојковцу после 16 година.
    - Више објеката на подручју Чапљине у БиХ, недалеко од границе са Хрватском, поплављено је због набујалих река.
- 6. децембар — Римски папа Фрања се током посете Грчкој извинио православцима за поступке католика који су постали разлог раскола између хришћана.
- 7. децембар — Председник Русије Владимир Путин је свом америчком колеги Џозефу Бајдену током онлајн разговора говорио о „црвеним линијама” и претњама које забрињавају Москву. Путин је Бајдену означио „црвене линије” — даље напредовање НАТО-а на исток и размештање офанзивног наоружања у Украјини и другим земљама које се граниче са Русијом. Амерички председник је, са своје стране, изразио забринутост због заоштравања ситуације око Украјине.
  - Нафтна мрља појавила се на акумулационом језеру Отиловићи у Црној Гори, из које се Пљевља снабдевају водом, па је овај град остао без воде за пиће.
- 8. децембар — Влада Републике Србије је на вечерњој седници донела одлуку да из скупштинске процедуре повуче Закон о експропријацији.
  - Немачки Бундестаг изабрао је Олафа Шолца из Социјалдемократске партије Немачке за новог савезног канцелара.
- 9. децембар — Фудбалери Црвене звезде ремизирали су на гостовању Браги резултатом 1:1, у шестом колу Лиге Европе. Црвено-бели су тиме освојили Групу Ф и пласирали се директно у осмину финала такмичења.
  - Фудбалери Партизана су ремизирали (1:1) на домаћем терену у последњем колу групне фазе Лиге конференција против кипарског Анортозиса и обезбедили пласман у шеснаестину финала такмичења, као други у групи па га у наставку чекају трећепласирани тимови из Лиге Европе.
    - Најмање 49 особа, већином миграната из Средње Америке, погинуло је у судару камиона у јужној мексичкој држави Чијапас.
      - Руски ловци су испратили изнад Црног мора војне авионе САД и Француске који су покушали да се приближе граници Русије, саопштили су у Националном центру за управљање одбраном Министарства одбране Русије.
- 10. децембар — Народна скупштина Републике Српске усвојила је  Декларацију о уставним принципима којом је предвиђено да Влада, у сарадњи са председницом Републике, припреми текст Устава Републике Српске којим ће се потврдити све надлежности Српске, осим оних које по Уставу Босне и Херцеговине припадају БиХ.
  - Руски ловац Су-30 испратио је амерички извиђачки авион „Посејдон П-8А” изнад Црног мора, саопштио је Центар за управљање одбраном Русије (део Министарства одбране Русије).
    - Норвешки шахиста Магнус Карлсен по пети пут је првак света, пошто је у десетој партији окршаја за планетарног шампиона био бољи од Руса Јана Непомњашчег и укупним скором 7,5:3,5 дошао до победе.
- 11. децембар — Учесници уличних протеста, који су се окупили на позив Еколошког устанка блокирали су поново аутопут код моста Газела у Београду у оба правца, као и више путних праваца у другим градовима Србије, а захтев новог протеста је да се међународној рударској компанији „Рио Тинто” не дозволи експлоатација литијума.
  - Око 44.000 људи учествовало је на протестима у Бечу против обавезне вакцинације и корона мера, објавила је аустријска полиција.
    - Најмање 80 људи је погинуло након што је разорни торнадо погодио америчку државу Кентаки.
- 12. децембар — Гласачи пацифичког архипелага Нова Каледонија већином су се изјаснили да остану део Француске, на трећем и уједно завршном референдуму који су бојкотовале снаге које се залажу за независност.
  - Тријумфом на Великој награди Абу Дабија, возач Ред була Макс Верстапен постао је победник шампионата Формуле 1 за сезону 2021.
- 12 — 13. децембар — Велико снежно невреме погодило је већи део Србије изазвавши „саобраћајни колапс” и оставивши 90. 000 грађана без електричне енергије.
- 13. децембар — Бугарски посланици изабрали су данас за премијера Кирила Петкова, лидера странке „Настављамо с променом” (ПП).
  - Турска лира је пала за чак седам одсто, спустивши се у једном тренутку на нов рекордно низак ниво од близу 15 лира за долар.
    - Русија је ставила вето на резолуцију Уједињених нација која је климатске промене представила као претњу за међународни мир и стабилност. Подносилац предлога су биле Нигер и Ирска.
- 14. децембар — Скупштина града Лознице је, на седници по хитном поступку, ставила ван снаге одлуку о доношењу Просторног плана којим је била предвиђена изградња рудника литијума у том крају.
  - Две особе су погинуле у експлозији која се догодила на међународном аеродрому „Камило Даза” у колумбијском граду Кукута.
    - Окружни суд у Гомељу осудио је белоруског блогера Сергеја Тихановског, супруга бивше кандидаткиње за председницу Белорусије Светлане Тихановске, на 18 година затвора због више кривичних дела, укључујући организацију грађанских нереда у Белорусији.
- 15. децембар — Одржан је разговор председника Русије и Кине Владимира Путина и Си Ђинпинга, разговор је био двојице пријатеља, изјавио је помоћник руског лидера Јуриј Ушаков. Он је додао да је кинески лидер подржао захтев Москве Западу за писмене гаранције безбедности и даљег не ширења НАТО савеза на исток.
  - Велики пожар је избио у Светском трговинском центру у Хонгконгу, око 300 људи заробљено је на крову зграде.
- 16. децембар — Европски парламент подржао је већином гласова резолуцију којом се изражава забринутост због стања људских права вијетнамских радника у кинеској фабрици „Линглонг” у Зрењанину, као и поводом еколошких протеста у Србији.
  - Најмање четворо деце је погинуло, а петоро је повређено после пада са замка на надувавање у Аустралији.
- 17. децембар — Најмање 27 људи је страдало након што је пожар избио на једној психијатријској клиници у јапанском граду Осаки, а полиција сумња да је подметнут.
  - Руско Министарство иностраних послова објавило је документ који је званична Москва послала НАТО-у по питању гаранција безбедности о којима је недавно говорио председник Руске Федерације Владимир Путин, а који се пре свега тичу ширења војног присуства Алијансе западним границама Русије. Представници САД су изјавили да су се упознале са предлогом Русије, али неће учествовати у консултацијама на тему безбедности у Европи без учешћа партнера из ЕУ.
- 17 — 18. децембар — Хиљаде људи расељено је у Малезији због бујичних поплава, до којих је дошло јер киша непрекидно пада од петка ујутро, саопштили су званичници. Ватрогасна служба Селангора, најбогатије савезне државе, саопштила је да је до поподнева забележила 3.786 жртава поплава.
- 18. децембар — Демонстранти који се буне против ковид мера сукобили су се са полицијом током протеста у центру Лондона, након што су званичници истакли да су „изузетно забринути” због епидемиолошке ситуације у главном граду Велике Британије.
- 19. децембар — У снажној експлозији за коју се претпоставља да је узрокована цурењем гаса у пакистанском граду Карачију, погинуло је најмање 16 особа а 11 је повређено.
  - Најмање 49 особа погинуло је у централној филипинској провинцији Бохол, након што је снажан тајфун Раи погодио ту острвску државу, саопштио је гувернер локалне провинције Артур Јап, па се процењује да је број мртвих близу 100.
    - Габријел Борић изабран је за новог председника Чилеa након победе другопласираног Хозеа Антонија Каста на председничким изборима.
- 20. децембар — Цене гасних фјучерса у Европи на почетку трговања поново премашују 1.700 долара, са растом од скоро 9 одсто, показују подаци са лондонске берзе ИЦЕ.
  - Испред зграде Владе Албаније у Тирани је, у организацији албанске опозиционе Демократске странке бившег премијера Саљија Берише, одржан протест против иницијативе „Отворени Балкан” на којем је запаљена застава Србије.
    - Земљотрес јачине 6,2 степени Рихтерове скале погодио је северну Калифорнију.
- 21. децембар — Цена гаса у Европи први пут у историји достигла је чак 2.150 долара за хиљаду кубних метара, показују подаци са лондонске берзе ICE.
  - Србија је успоставила дипломатске односе са Демократском Републиком Источни Тимор и Соломоновим Острвима, саопштило је данас Министарство спољних послова Републике Србије.
- 22. децембар — Сенат Универзитета у Београду је поништио докторску диплому министру финансија Синиши Малом.
  - Европска комисија је одлучила да покрене прекршајни поступак за повреду права против Пољске због озбиљне забринутости у погледу пољског Уставног суда који је раније ове године оценио одредбе ЕУ Уговора као некомпатибилне са пољским Уставом и довео у питање примат ЕУ права.
    - Премијер Северне Македоније Зоран Заев поднео је оставку на место председника владе те државе.
- 23. децембар — Председник Русије Владимир Путин одржао је велику годишњу конференцију за новинаре на којој је сумирао резултате рада у протеклој години. Конференција је ове године трајала 3 сата и 56 минута, а шеф државе је одговорио на 55 питања.
  - САД неће пристати на предлоге Русије о безбедности који се тичу НАТО-а, али би се могли сложити са другим иницијативама, изјавила је портпаролка Беле куће Џен Псаки.
    - Нова варијанта корона вируса, омикрон, регистрована је у Србији, потврдила је чланица Кризног штаба Тања Јовановић за Танјуг.
      - Влада Србије усвојила је на седници решење о престанку мандата директора полиције Владимира Ребића, саопштено је из Владе.
- 24. децембар — Ратни брод НАТО-а, француска вишенаменска фрегата „Оверња” Д654, упловила је у луку у Одеси, објавио је локални лист „Думска”.
  - Бивша државна секретарка Дијана Хркаловић ухапшена је поново, пошто је усвојена жалба Тужилаштва за организовани криминал на њено пуштање из притвора.
- 25. децембар — Заменик генералног секретара Народне скупштине Бранко Маринковић (41) пронађен је мртав.
  - Пет особа је убијено, а шест рањено у пуцњави током прославе Божића организоване на фудбалском терену у граду Фотралеза, на североистоку Бразила.
- 26. децембар — Генерални секретар НАТО-а Јенс Столтенберг најавио састанак Савета Русија—НАТО 12. јануара 2022.
  - Земљотрес јачине 6 степени по Рихтеровој скали регистрован је у близини Крита и то је трећи јак земљотрес који је тај дан погодио Грчку.
- 27. децембар — Лидер владајућег Социјалдемократског савеза Македоније (СДСМ) Димитар Ковачевски добио је на вечерњој седници Централног комитета странке поверење да буде мандатар будуће владе Северне Македоније.
  - Широм света је отказано скоро 2.000 летова, а одложено или померено готово 3.000, поводом петог таласа пандемије ковида 19.
- 29. децембар — Скупштина привремених институција у Приштини прогласила је ванредно стање због енергетске кризе, чиме је подржала одлуку привремене владе о ванредним мерама за ограничавање снабдевања енергијом.
  - Нова развојна банка (НДБ), коју су покренуле земље БРИКС-а, укључила је у финансијску институцију новог члана — Египат, објављено је на сајту банке.
    - У улици Омладинских бригада на Новом Београду око 22 сата је дошло до експлозије и пожара у ресторану Кошница и цео објекат је изгорео. Две особе су повређене.
- 30. децембар — Словеначки премијер Јанез Јанша, чија земља са крајем ове године завршава председавањем ЕУ рекао је да је много је опортунизма у Европској унији када је у питању Западни Балкан, један од европских лидера чак је у расправи рекао: „зашто бисмо их увели у ЕУ, кад су нам овако јефтинији као радна снага”.
  - Амерички председник Џозеф Бајден и председник Русије Владимир Путин разговарали су други пут овог месеца, а на дневном реду разговора биле су све веће тензије око Украјине. Разговор је завршен после 50 минута, додаје се у саопштењу америчке администрације.

## Смрти

### Јануар
- 4. јануар:
  - Танја Робертс, америчка филмска глумица (*1955)
  - Мартинус Велтман, холандски теоријски физичар и добитник Нобелове награде за физику 1999. године (*1931)
- 5. јануар
  - Никола Стојановић, југословенски и српски филмски редитељ и сценариста (*1942)
- 7. јануар:
  - Бисерка Цвејић, српска оперска певачица (*1923)
  - Радивоје Кршић, пуковник Војске Републике Српске (*1939)
- 8. јануар:
  - Никола Јовановић, српски веслач (*1988)
  - Рајко Врачар, професор и ректор Универзитета у Београду (*1934)
  - Јован Поповић, српски сликар, композитор и градитељ виолина (*1950)
- 11. јануар — Кристофер Мабулу, француски фудбалер (*1990)
- 12. јануар:
  - Дарија Пантић, српска игуманија Манастира Давидовице (*1950)
  - Олга Царевић, биохемичарка, научна радница и хуманитарка (*1925)
  - Богдан Станојевић, румунски глумац и политичар српског порекла (*1958)
  - Сава Живанов, српски политиколог и универзитетски професор (*1929)
- 13. јануар:
  - Зигфрид Фишбахер, немачко-амерички забављач и мађионичар (*1939)
  - Миле Бероња, пуковник Војске Републике Српске (*1948)
- 14. јануар:
  - Леонидас Пелеканакис, грчки репрезентативац у једрењу (*1962)
  - Радмила Жугић, српски лингвиста (*1952)
- 15. јануар — Михајло Вуковић, југословенски и српски кошаркашки тренер (*1944)
- 16. јануар — Фил Спектор, амерички музички продуцент (*1939)
- 18. јануар — Дундар Абдулкерим Османоглу, престолонаследник Османског царства (*1930)
- 19. јануар — Даниал Јахић, српски атлетичар, специјалиста за дисциплину скок удаљ (*1979)
- 20. јануар — Мира Фурлан, југословенска и хрватска глумица и певачица (*1955)
- 21. јануар:
  - Натали Делон, француска глумица (*1941)
  - Дарко В. Рибникар, српски новинар (*1939)
  - Драган Вуксановић, српски кошаркаш и истакнути спортски радник (*1956)
- 22. јануар — Хенк Арон, амерички бејзбол играч (*1934)
- 23. јануар:
  - Лари Кинг, амерички телевизијски и радијски водитељ, глумац и комичар (*1933)
  - Хал Холбрук, амерички глумац (*1925)
- 24. јануар — Јеврем Брковић, црногорски писац, новинар и културни радник (*1933)
- 25. јануар — Риалда Кадрић, југословенска и српска глумица (*1963)
- 26. јануар:
  - Сонг Ју-Џунг, јужнокорејска глумица (*1994)
  - Осаму Јамаџи, јапански фудбалер (*1929)
- 27. јануар:
  - Јерт Бломе, шведски хокејаш на леду (*1934)
  - Клорис Личман, америчка глумица и комичарка (*1926)
- 28. јануар:
  - Сисели Тајсон, америчка глумица (*1924)
  - Паул Круцен, холандски хемичар и добитник Нобелове награде за хемију 1995. године (*1933)
  - Ивон Дуи, француски фудбалер (*1935)
- 30. јануар — Софи, шкотска музичарка, музички продуцент, певачица, кантауторка и диск џокеј (*1986)
- 31. јануар — Мирослав Туђман, хрватски научник и политичар, најстарији син Фрање Туђмана (*1946)

### Фебруар
- 1. фебруар — Ђуро Савиновић, југословенски ватерполиста (*1950)
- 3. фебруар — Хеја Харарит, израелска глумица (*1931)
- 5. фебруар — Кристофер Пламер, канадски филмски, телевизијски и позоришни глумац (*1929)
- 9. фебруар — Чик Корија, амерички џез пијаниста и композитор (*1941)
- 10. фебруар:
  - Лари Флинт, амерички предузетник и творац порнографског часописа — Хаслера (*1942)
  - Горан Даничић, српски глумац (*1962)
- 11. фебруар — Никола Симић, српски полицијски официр из Републике Српске Крајине (*1957)
- 14. фебруар — Даг Маунтџој, велшки играч снукера (*1942)
- 15. фебруар — Леополдо Луке, аргентински фудбалер (*1949)
- 16. фебруар:
  - Владимир Андрић, српски писац, драматург и редитељ (*1944)
  - Драго Самарџија, пуковник Војске Републике Српске (*1946)
- 17. фебруар — Раш Лимбо, амерички радијски водитељ и конзервативни политички коментатор (*1951)
- 19. фебруар:
  - Ђорђе Балашевић, југословенски и српски кантаутор и песник (*1953)
  - Данило Бенедичич, југословенски и словеначки филмски и позоришни глумац (*1933)
- 21. фебруар:
  - Златко Сарачевић, југословенски и хрватски рукометаш и рукометни тренер (*1961)
  - Мирко Жарић, српски песник, новинар и драматург (*1949)
- 23. фебруар — Војкан Борисављевић, српски композитор и диригент (*1947)
- 24. фебруар — Алекса Крсмановић, пуковник Војске Републике Српске (*1943)
- 25. фебруар — Аркадиј Давидович, руски писац и афористичар (*1930)
- 26. фебруар — Мајкл Сомаре, премијер Папуе Нове Гвинеје (1975—1980; 1982—1985; 2002—2010; 2011) (*1936)
- 28. фебруар — Милан Бандић, хрватски политичар и градоначелник Загреба (*1955)

### Март
- 1. март:
  - Златко Крањчар, југословенски и хрватски фудбалер и фудбалски тренер (*1956)
  - Миленко Савовић, југословенски и српски кошаркаш (*1960)
- 4. март — Атанасије Јевтић, епископ захумско-херцеговачки и приморски и бивши епископ банатски (*1938)
- 6. март:
  - Борис Комненић, југословенски и српски глумац (*1957)
  - Душан Нинков, југословенски и српски директор фотографије (*1945)
- 7. март:
  - Александар Сања Илић, српски композитор и архитекта (*1951)
  - Андреана Дружина Олга, учесница Народноослободилачке борбе, друштвено-политичка радница СР Словеније и народни херој Југославије (*1920)
  - Милан Ненадић, српски књижевник (*1947)
  - Илеана Урсу Ненадић, српска и румунска књижевница, песникиња и преводилац (*1954)
  - Марко Ступар, српски сликар (*1936)
- 8. март — Јосип Алебић, југословенски и хрватски атлетичар (*1947)
- 9. март:
  - Андрија Зафрановић, југословенски, хрватски и српски монтажер (*1949)
  - Рафет Хусовић, црногорски и бошњачки политичар (*1964)
- 11. март:
  - Петар Фајфрић, југословенски и српски рукометаш (*1942)
  - Милутин Дедић, српски академски сликар, историчар уметности и путописац (*1935)
- 12. март:
  - Дара Чаленић, југословенска и српска глумица (*1934)
  - Иво Трумбић, југословенски и хрватски ватерполиста и ватерполо тренер (*1935)
- 13. март:
  - Мари Вокер, енглески новинар и телевизијски коментатор (*1923)
  - Обрен Јоксимовић, српски хирург, политичар и министар здравља у Влади Зорана Ђинђића (*1952)
- 14. март — Алберт Андијев, руски добровољац и снајпериста у 549. моторизованој бригади Војске Југославије (*1970)
- 15. март:
  - Драгољуб Ђуричић, југословенски, црногорски и српски музичар (*1953)
  - Јафет Кото, амерички глумац (*1939)
- 17. март:
  - Ера Миливојевић, српски концептуални уметник (*1944)
  - Џон Магуфули, танзанијски политичар и председник од 2015. до 2021. године (*1959)
  - Дик Хојт, маратонац у Тиму Хојт (*1940)
- 19. март — Милован Милутиновић, пуковник Војске Републике Српске и доктор политичких наука (*1949)
- 21. март:
  - Навал ел Садави, египатска списатељица, феминисткиња, активисткиња, лекар и психијатар (*1931)
  - Михал Хасик, српски и словачки сликар и графичар (*1946)
  - Роберт Макнајт, канадски хокејаш на леду (*1938)
- 22. март — Адам Загајевски, велики пољски и светски песник и есејиста (*1945)
- 23. март:
  - Хана Хегерова, словачка и чешка певачица-шансоњерка и глумица (*1931)
  - Џорџ Сегал, амерички глумац и музичар (*1934)
  - Ирена Вркљан, хрватска песникиња, радио драматург, есејиста, преводилац (*1930)
- 24. март:
  - Власта Велисављевић, југословенски и српски позоришни, телевизијски и филмски глумац (*1926)
  - Александар Анђелић, југословенски и српски хокејаш на леду и хокејашки тренер (*1940)
- 25. март:
  - Зоран Ненезић, српски књижевник, публициста и новинар (*1952)
  - Ерика Марјаш, југословенска и српска позоришна уметница (*1941)
- 26. март:
  - Милутин Вучковац, српски и босанскохерцеговачки гинеколог и хуманиста (*1934)
  - Желимир Алтарац Чичак, југославенски и босанскохерцеговачки новинар, уредник, диск-џокеј и музички промотер (*1947)
- 27. март — Зафир Хаџиманов, југословенски, српски и македонски филмски глумац, певач и композитор (*1943)
- 28. март — Дидје Ратсирака, адмирал и председник Мадагаскара у два наврата (1975—1993; 1997—2002) (*1936)
- 29. март:
  - Александар Јоксимовић, српски модни креатор (*1933)
  - Добрашин Јелић, српски књижевник (*1946)
  - Гаврила Бедов, православна монахиња и игуманија Манастира Раковца (*1930)
- 31. март:
  - Иван Клајн, југословенски, српски и јеврејски филолог и историчар језика (*1937)
  - Радојица Рајо Булатовић, српски песник и сликар (*1949)

### Април
- 1. април — Исаму Акасаки, јапански физичар и добитник Нобелове награде за физику 2014. године (*1929)
- 3. април — Жика Богдановић, српски теоретичар уметности и културе, филолог, филмолог, стриполог, новинар, преводилац, издавач и књижевник (*1932)
- 4. април — Роберт Мандел, канадски економиста и добитник Нобелове награде за економију 1999. године (*1932)
- 5. април:
  - Весна Љубић, југословенска и босанскохерцеговачка редитељка и сценаристкиња (*1938)
  - Пол Ритер, енглески филмски, телевизијски и позоришни глумац (*1966)
  - Маршал Салинс, амерички антрополог и универзитетски професор (*1930)
- 6. април — Предраг Живковић Тозовац, српски певач и композитор народне и фолк музике (*1936)
- 7. април:
  - Милорад Митковић, српски ортопедски хирург, универзитетски професор и члан САНУ (*1950)
  - Винко Димитријевић, српски сликар, иконописац и друштвени радник (*1960)
- 8. април:
  - Јован Радосављевић, архимандрит Српске православне цркве (*1927)
  - Антал Киш, мађарски атлетичар (*1935)
  - Јован Дивјак, официр ЈНА и бригадни генерал АРБиХ (*1937)
  - Милорад Телебак, српски лингвиста и универзитетски професор (*1942)
  - Микеле Пазинато, италијански одбојкаш (*1969)
  - Џон Незбит, амерички публициста, футуролог и говорник (*1929)
- 9. април:
  - Принц Филип, војвода од Единбурга, британски принц и супруг краљице Елизабете II (*1921)
  - Ди-Ем-Екс, амерички репер и глумац (*1970)
  - Ремзи Кларк, амерички адвокат, политичар и врховни државни правобранилац (1967—1969) (*1927)
- 11. април:
  - Зоран Симјановић, српски композитор музике за филм и позориште и универзитетски професор (*1946)
  - Џозеф Сираво, амерички глумац, продуцент и педагог (*1957)
- 12. април:
  - Дара Секулић, српска песникиња (*1930)
  - Вук Рогановић, српски рукометаш (*1945)
  - Данило Јокић, српски архимандрит и игуман (*1952)
- 14. април:
  - Јилдирим Акбулут, турски политичар и премијер од 1989. до 1991. године (*1935)
  - Мирослав Анђелковић, српски сликар, графичар, конзерватор и универзитетски професор (*1945)
- 16. април:
  - Хелен Макрори, британска глумица (*1968)
  - Надежда Павловић, најстарија жива особа у Србији у периоду од 2018. до 2021. године (*1912)
- 19. април:
  - Виктор Шувалов, совјетски хокејаш на леду и фудбалер (*1923)
  - Волтер Мондејл, амерички политичар и 42. потпредсједник Сједињених Америчких Држава (*1928)
- 20. април:
  - Идрис Деби, председник Републике Чад од 1990. до 2021. године (*1952)
  - Вероника Жилински, мађарска суперстогодишњакиња рођена на подручју данашње Србије (*1908)
- 22. април — Теренс Кларк, амерички колеџ кошаркаш (*2001)
- 23. април — Милорад Пелемиш, капетан Војске Републике Српске и командант 10. диверзантског одреда (*1964)
- 24. април:
  - Милош Шобајић, српски и француски сликар и вајар (*1945)
  - Златко Рендулић, пилот, ваздухопловни инжењер, доктор техничких наука и ваздухопловнотехнички генерал-пуковник ЈНА (*1920)
- 25. април — Ратко Марковић, српски правник, универзитетски професор и потпредседник Владе Републике Србије (1994—2000) (*1944)
- 26. април — Тамара Прес, совјетска атлетичарка (*1937)
- 27. април — Славица Јандрић, докторка, универзитетска професорка и академик АНУРС (*1952)
- 28. април — Мајкл Колинс, амерички војни пилот и астронаут (*1930)

### Мај
- 1. мај — Олимпија Дукакис, америчка глумица, редитељка, продуценткиња, професорка и активисткиња (*1931)
- 2. мај — Агнија Станић, српска игуманија Манастира Боговађе (*1940)
- 5. мај:
  - Саша Аночић, хрватски позоришни, телевизијски и филмски глумац (*1968)
  - Феђа Стојановић, српски и југословенски позоришни и филмски глумац (*1948)
- 6. мај — Владимир Мијановић, српски борац за људска права и вођа студентских протеста 1968. године у Југославији (*1946)
- 8. мај:
  - Миодраг Гвозденовић, југословенски и српски одбојкаш (*1944)
  - Хелмут Јан, немачки архитекта (*1940)
- 9. мај — Братислав Петковић, српски редитељ, драмски писац, политичар и министар културе и информисања (2012—2013) (*1948)
- 11. мај — Горан Ђукић, српски стрипар и илустратор (*1956)
- 13. мај:
  - Божидар Николић, српски и југословенски сниматељ и директор фотографије (*1942)
  - Милена Јововић, српска песникиња и књижевница (*1931)
- 15. мај:
  - Зеф Дедивановић, црногорски филмски и позоришни глумац и песник, албанског порекла (*1939)
  - Ђорђе Марјановић, југословенски и српски певач (*1931)
- 16. мај — Јаков Лазароски, психолог, универзитетски професор и друштвено-политички радник СФР Југославије и СР Македоније (*1936)
- 18. мај — Чарлс Гродин, амерички филмски, телевизијски и позоришни глумац (*1935)
- 24. мај — Макс Мозли, британски аутомобилиста и председник Међународне Аутомобилске Организације (ФИА) (*1940)
- 26. мај — Тарчизио Бурњич, италијански фудбалер (*1939)
- 28. мај:
  - Беноа Сокал, белгијски стрип аутор и дизајнер рачунарских и видео-игара (*1954)
  - Марк Итон, амерички кошаркаш (*1957)
- 29. мај:
  - Љубица Остојић, српска песникиња, књижевница и драматург (*1945)
  - Паоло Мауренсиг, италијански писац (*1943)
- 30. мај — Коста Димитријевић, српски и југословенски књижевник, публициста и новинар (*1933)

### Јун
- 3. јун:
  - Анеруд Џугнаут, маурицијуски премијер (1982—1995; 2000—2003; 2014—2017) и председник (2003—2012) (*1930)
  - Алан Милер, енглески фудбалски голман (*1970)
- 4. јун:
  - Давид Душман, спортски мачевалац и тренер совјетске женске репрезентације у мачевању (*1923)
  - Рихард Ернст, швајцарски физико-хемичар и добитник Нобелове награде за хемију 1991. године (*1933)
- 6. јун — Јован И. Деретић, српски публициста и истакнути представник српске аутохтонистичке школе (*1939)
- 7. јун — Бранко Гаврић, српски графички дизајнер (*1955)
- 8. јун — Десанка Пешут, српска стрелкиња (*1941)
- 9. јун:
  - Едвард де Боно, британски психолог и доктор медицине (*1933)
  - Готфрид Бем, немачки архитекта (*1920)
- 11. јун:
  - Лусинда Рајли, ирска списатељица и некадашња глумица (*1966)
  - Зоран Станојевић, југословенски и српски писац, преводилац, афористичар, сатиричар, радијски водитељ и омниолог (*1942)
- 13. јун — Нед Бејти, амерички филмски, позоришни и телевизијски глумац (*1937)
- 16. јун — Новица Здравковић, српски певач поп-фолк музике (*1947)
- 17. јун — Кенет Каунда, први председник Замбије, од 1964. године до 1991. године (*1924)
- 18. јун:
  - Ђампјеро Бониперти, италијански фудбалер (*1928)
  - Радоја Сергеј, српски политичар и писац (*1950)
- 20. јун — Луис дел Сол, шпански фудбалер и фудбалски тренер (*1935)
- 22. јун — Гордана Суша, југословенска и српска новинарка (*1946)
- 23. јун — Џон Мекафи, британско-амерички предузетник, оснивач компаније Мекафи и творац Мекафи компјутерског антивирусног програма (*1945)
- 24. јун — Бенигно Акино III, филипински политичар и 15. председник Филипина од 30. јуна 2010. до 30. јуна 2016. године (*1960)
- 25. јун — Драгослав Тодоровић, српски позоришни редитељ, глумац, пантомимичар и универзитетски професор (*1948)
- 28. јун — Вера Николић, југословенска и српска атлетичарка и атлетски тренер (*1948)
- 29. јун:
  - Базил Зуколо, последњи преживели учесник пробоја логораша из логора Јасеновац (*1922)
  - Доналд Рамсфелд, амерички републикански политичар (*1932)
- 30. јун — Андреја Маричић, српски глумац (*1959)

### Јул
- 2. јул:
  - Николај Сличенко, руско-ромски певачи, глумац и редитељ (*1934)
  - Братислав Славковић, српски позоришни, филмски и ТВ глумац (*1945)
- 4. јул — Игор Гарниер, српски диск џокеј, композитор, текстописац и музички продуцент (*1990)
- 5. јул — Рафаела Кара, италијанска певачица, плесачица, телевизијска водитељка и глумица (*1943)
- 7. јул — Жовенел Мојс, хаићански политичар, предузетник и 42. председник Хаитија од 2017. до 2021. године (*1968)
- 8. јул — Миладин Прстојевић, генерал-мајор Војске Републике Српске (*1942)
- 9. јул — Пол Маринер, енглески фудбалер и фудбалски тренер (*1953)
- 16. јул — Сурека Сикри, индијска глумица (*1945)
- 17. јул — Милан Живадиновић, српски и југословенски фудбалер и фудбалски тренер (*1944)
- 18. јул — Ненад Стекић, југословенски и српски атлетичар (*1951)
- 22. јул — Воја Солдатовић, српски позоришни редитељ и професор глуме (*1945)
- 23. јул:
  - Мирослав Тохољ, српски књижевник, политичар и министар информисања Републике Српске од 1993. до 1995. године (*1957)
  - Мигел Анхел Вирасоро, аргентински физичар (*1940)
  - Стивен Вајнберг, амерички теоријски физичар и добитник Нобелове награде за физику 1979. године (*1933)
  - Тошихиде Масукава, јапански теоријски физичар и добитник Нобелове награде за физику 2008. године (*1940)
- 25. јул — Мирјана Марић, југословенска и српска модна креаторка (*1938)
- 26. јул:
  - Иван Топлак, југословенски, словеначки и српски фудбалер и фудбалски тренер (*1931)
  - Џои Џордисон, амерички музичар, текстописац, продуцент и мултиинструменталиста (*1975)
  - Алберт Бандура, амерички психолог (*1925)
- 27. јул — Нада Милошевић-Ђорђевић, српска историчарка књижевности, универзитетски професор и члан САНУ (*1934)
- 28. јул — Дасти Хил, амерички музичар (*1949)

### Август
- 1. август — Мише Мартиновић, југословенски и хрватски филмски и позоришни глумац (*1926)
- 3. август:
  - Мирослав Лазански, српски писац, новинар, војнополитички коментатор, политичар и амбасадор Србије у Русији (*1950)
  - Ђорђе Пауновић, редовни професор Електротехничког факултета у Београду (*1938)
- 4. август — Марија Бенко, југословенска и словеначка филмска и позоришна глумица (*1938)
- 8. август — Данијел Винцек, ботаничар и планинар (*1926)
- 9. август — Новица Неговановић, српски композитор, свирач и певач народних песама (*1945)
- 10. август:
  - Мирјана Стефановић, српска књижевница (*1939)
  - Сабина Ајрула, југословенска, македонска и турска филмска и позоришна глумица (*1946)
- 11. август — Сима С. Мраовић, српски песник, драмски писац и председник удружења Срба у Француској (*1937)
- 12. август — Емилио Флорес Маркез, порторикански суперстогодишњак (*1908)
- 15. август — Герд Милер, немачки фудбалер (*1945)
- 16. август — Јарослав Пап, српски фотограф (*1957)
- 19. август — Лазар Стојковић, српски православни архимандрит и старешина Манастира Заграђе (*1958)
- 21. август — Марија од Вшиница и Тетауа, кнегиња Лихтенштајна (*1940)
- 22. август — Џек Хиршман, амерички песник и друштвени активиста (*1933)
- 23. август — Мајкл Нејдер, амерички глумац (*1945)
- 24. август:
  - Чарли Вотс, енглески бубњар и члан Ролингстонса (*1941)
  - Слободанка Марков, редовни професор на природно-математичком факултету у Новом Саду (*1945)
- 25. август — Милан Гутовић, српски филмски, телевизијски и позоришни глумац (*1946)
- 26. август — Јован Вукобрад, пуковник Војске Републике Српске (*1942)
- 29. август:
  - Ли Пери, јамајкански певач реге музике (*1936)
  - Жак Рог, осми по реду председник Међународног олимпијског комитета (МОК) у периоду 2001—2013 (*1942)
  - Ед Аснер, амерички позоришни, филмски, и ТВ глумац (*1929)
- 31. август — Горан Обрадовић, српски фудбалер (*1986)

### Септембар
- 2. септембар — Микис Теодоракис, грчки композитор и политичар (*1925)
- 3. септембар — Љубо Бешлић, хрватски политичар из БиХ и градоначелник Града Мостара од 2004. дo 2021 (*1958)
- 3. септембар — Петар Лазовић, Српски новинар (*1944)
- 5. септембар:
  - Живко Радишић, српски политичар из БиХ, начелник Бањалуке (1977—1982) и српски члан Предсједништва БиХ (1998—2002) (*1937)
  - Шандор Егереши, српско-мађарски политичар, посланик у Скупштини АП Војводине и председник Скупштине АП Војводине (2008—2012) (*1964)
  - Димитрије Ђурковић, југословенски и српски позоришни редитељ и универзитетски професор (*1925)
- 6. септембар:
  - Жан-Пол Белмондо, француски глумац (*1933)
  - Анжелика Николина Кучинар, српска пјесникиња (*1979)
- 8. септембар — Коста Бунушевац, српски академски сликар (*1948)
- 9. септембар:
  - Данило Попивода, југословенски, словеначки и српски фудбалер (*1947)
  - Предраг Пипер, српски слависта, лингвиста и редовни професор Универзитета у Београду (*1950)
- 11. септембар — Радмило Павловић, српски фудбалер (*1981)
- 13. септембар:
  - Борисав Јовић, српски и југословенски политичар, писац и председник Председништва СФРЈ (1990—1991) (*1928)
  - Ентони Хјуиш, британски радио-астроном и добитник Нобелове награде за физику 1974. године (*1924)
- 14. септембар — Јуриј Седих, совјетски атлетичар (*1955)
- 15. септембар:
  - Жана Лелас, југословенска и хрватска кошаркашица и кошаркашки тренер (*1970)
  - Јустин Јаворек, словачки и чехословачки фудбалски голман и тренер (*1936)
- 16. септембар:
  - Душан Ивковић, југословенски и српски кошаркаш и кошаркашки тренер (*1943)
  - Клајв Синклер, британски предузетник и проналазач (*1940)
- 17. септембар:
  - Миња Субота, српски композитор, музичар, забављач и фотограф (*1938)
  - Кемал Курспахић, босански адвокат и новинар (*1946)
  - Абделазиз Бутефлика, пети председник Алжира од 27. априла 1999. до 2. априла 2019. године (*1937)
- 18. септембар — Зорка Грандов, српска докторка економских наука, професор емеритус и списатељица (*1947)
- 19. септембар:
  - Џон Чалис, енглески глумац (*1942)
  - Марина Туцаковић, југословенски и српски текстописац (*1953)
  - Ромило Јелић, српски православни архимандрит и игуман Манастира Дубоки Поток (*1973)
  - Џими Гривс, енглески фудбалер (*1940)
- 22. септембар:
  - Абделкадер Бенсалах, алжирски политичар и вршилац дужности председника Алжира од 9. априла до 19. децембра 2019. године (*1941)
  - Ненад Ненадовић, српски глумац (*1964)
- 25. септембар — Миодраг Цолић, српски специјалиста пластичне, реконструктивне и естетске хирургије (*1957)
- 26. септембар:
  - Срђан Хофман, југословенски и српски композитор (*1944)
  - Ангел, бугарски поп-фолк певач (*1985)
- 27. септембар — Бобан Петровић, југословенски и српски кошаркаш (*1957)
- 29. септембар — Иван Тасовац, српски пијаниста, министар културе и директор Београдске филхармоније (*1966)

### Октобар
- 2. октобар — Мирјана Јонић Игић, српска књижевница (*1948)
- 4. октобар — Дејан Поповић, универзитетски професор и академик САНУ (*1950)
- 5. октобар:
  - Зоран Станковић, српски патолог, политичар, санитетски генерал-мајор и министар одбране (2005—2006) и здравља Србије (2011—2012) (*1954)
  - Франциска Целса дос Сантос, бразилска суперстогодишњакиња (*1904)
- 6. октобар — Аца Степић, српски композитор народне музике, аранжер и хармоникаш (*1932)
- 7. октобар — Милорад Бата Нонин, југословенски и српски кантаутор, композитор, аранжер, гитариста и певач (*1952)
- 9. октобар — Абулхасан Банисадр, ирански политичар и први председник Ирана (1980—1981) (*1933)
- 12. октобар:
  - Драгутин Чермак, југословенски и српски кошаркаш (*1944)
  - Бошко Милин, српски универзитетски професор, драматург, позоришни критичар, сценариста и преводилац (*1966)
- 14. октобар:
  - Марко Живић, српски глумац (*1972)
  - Звонимир Трајковић, српски политички аналитичар (*1948)
- 15. октобар — Иво Штивичић, југословенски и хрватски сценариста (*1936)
- 18. октобар:
  - Колин Пауел, амерички генерал и 65. државни секретар од 20. јануара 2001. до 23. јануара 2005 (*1937)
  - Павле Станишић, српски је књижевник и новинар (*1936)
- 19. октобар:
  - Бранко Мамула, учесник Народноослободилачке борбе, адмирал флоте ЈНА и јунак социјалистичког рада (*1921)
  - Зоран Кулина, српски певач (*1960)
  - Владимир Ајдачић, српски физичар, еколог, књижевник и енциклопедиста (*1933)
- 20. октобар — Драган Пантелић, југословенски и српски фудбалер и фудбалски тренер (*1951)
- 21. октобар — Галина Хачинс, украјинско-амерички сниматељ и новинар (*1979)
- 22. октобар — Алекс Кињонез, еквадорски спринтер (*1989)
- 24. октобар:
  - Денис Теофиков, бугарски поп-фолк певач (*2000)
  - Џејмс Мајкл Тајлер, амерички глумац (*1962)
- 25. октобар — Радован Миљанић, српски позоришни и филмски глумац (*1952)
- 26. октобар — Но Теву, јужнокорејски политичар и председник Јужне Кореје од 1988. до 1993. године (*1932)
- 28. октобар — Ратислав Ђелмаш, српски бубњар (*1950)
- 29. октобар — Пунит Раџкумар, индијски филмски глумац и певач (*1975)

### Новембар
- 1. новембар:
  - Пат Мартино, амерички џез гитариста и композитор (*1944)
  - Славиша Сабљић, новинар и уредник Радио-телевизије Републике Српске (*1946)
- 2. новембар — Mилан М. Миловановић, српски архитекта, аудио-инжењер и музичар (*1971)
- 3. новембар — Јоана Бруздович, пољска композиторка (*1943)
- 5. новембар — Никола Поткоњак, српски педагог и универзитетски професор (*1924)
- 6. новембар:
  - Маринко Роквић, српски певач фолк музике (*1954)
  - Муамер Зукорлић, политичар, председник и главни муфтија Мешихата Исламске заједнице у Србији (*1970)
  - Павол Молнар, словачки фудбалер (*1936)
- 7. новембар:
  - Оскар Ковач, српски економиста и професор Мегатренд универзитета и политичар (*1937)
  - Дин Стоквел, амерички филмски и телевизијски глумац (*1936)
  - Јелена Никитовић, српска игуманија Манастира Вујан (*1944)
- 10. новембар — Јелена Минарди, српска планинарка (*1919)
- 11. новембар:
  - Фредерик Вилем де Клерк, јужноафрички политичар, председник (1989—1994) и добитник Нобелове награде за мир 1993. године (*1936)
  - Љиљана Ђурђић, српска књижевница, критичар и преводилац (*1946)
- 13. новембар — Вилбур Смит, замбијски романописац (*1933)
- 14. новембар — Рашид Шемсединовић, југословенски и српски хокејаш на леду (*1941)
- 17. новембар — Young Dolph, амерички репер и аутор песама (*1985)
- 19. новембар — Петар Милошевић, српски књижевник, историчар књижевности, антологичар и универзитетски професор у Будимпешти (*1952)
- 20. новембар:
  - Мерима Његомир, српска певачица народне музике (*1953)
  - Прибислав Симић, протођакон Српске православне цркве (*1935)
- 21. новембар — Зоран Јовановић, власник и директор Радио-телевизије „Мелос” из Краљева (*1961)
- 23. новембар — Чон Духван, јужнокорејски политичар и председник Јужне Кореје од 1980. до 1988. године (*1931)
- 26. новембар:
  - Стивен Сондхајм, амерички композитор и текстописац (*1930)
  - Павлос Тутузас, грчки кардиолог (*1935)
- 27. новембар:
  - Алмудена Грандес, шпанска савремена списатељица (*1960)
  - Милутин Мркоњић, српски политичар, почасни председник Социјалистичке партије Србије (СПС), народни посланик, бивши министар инфраструктуре и бивши министар саобраћаја Републике Србије (*1942)
- 28. новембар:
  - Хусто Галего Мартинез, шпански римокатолички монах реда траптиста (*1925)
  - Френк Вилијамс, оснивач и главни менаџер Формула 1 тима Вилијамс (*1942)
  - Никола Николић Николица, српски сликар и педагог (*1937)
- 30. новембар — Милисав Секулић, пуковник ЈНА, генерал Српске војске Крајине и публициста (*1935)

### Децембар
- 1. децембар — Ђоко Стојичић, српски књижевник, публициста, министар и амбасадор (*1936)
- 3. децембар — Момчило Вукотић, југословенски и српски фудбалер и фудбалски тренер (*1950)
- 4. децембар — Петар Волк, српско-словеначки позоришни и филмски критичар, историчар и теоретичар (*1931)
- 5. децембар — Стеван Јеловац, српски кошаркаш (*1989)
- 7. децембар — Андрија Рашета, генерал-пуковник Југословенске народне армије (*1934)
- 8. децембар:
  - Кика Ђукић, српска јутјуберка (*2000)
  - Марко Ковач, пуковник Војске Републике Српске (*1935)
- 11. децембар:
  - Мануел Сантана, шпански тенисер (*1938)
  - Ен Рајс, америчка књижевница готичких и новијих религијских романа (*1941)
- 12. децембар:
  - Паулијас Матане, генерални гувернер Папуе Нове Гвинеје од 2004. до 2010. године (*1931)
  - Божо Ђурановић, српски књижевник и пјесник из Црне Горе (*1940)
- 15. децембар — Бел хукс, америчка ауторка, феминисткиња и друштвена активисткиња (*1952)
- 16. децембар — Слободан Павловић, српски привредник (*1938)
- 17. децембар:
  - Лука Ковачевић, епископ Српске православне цркве (*1950)
  - Младен Налетилић, хрватски политички емигрант, заповедник ХВО и осуђеник у Хагу за ратне злочине (*1946)
  - Миленко Лаловић, пуковник Војске Републике Српске (*1958)
- 19. децембар — Роберт Грабс, амерички хемичар и добитник Нобелове награде за хемију 2005. године (*1942)
- 20. децембар — Горан Собин, југословенски и хрватски кошаркаш (*1963)
- 22. децембар — Станко Јовановић, српски диригент (*1968)
- 26. децембар:
  - Дезмонд Туту, јужноафрички активиста, англикански надбискуп и добитник Нобелове награду за мир 1984. године (*1931)
  - Каролос Папуљас, грчки политичар и председник Грчке од 2005. до 2015. године (*1929)
- 31. децембар:
  - Вадим Хамутцких, руски одбојкаш (*1969)
  - Бети Вајт, америчка глумица, певачица, водитељка и писац (*1922)

## Нобелове награде
- Физика — Ђорђо Паризи, Клаус Хаселман и Сјукуро Манабе
- Хемија — Бенјамин Лист и Дејвид Макмилан
- Медицина — Дејвид Џулијус и Ардем Патапутијан
- Књижевност — Абдулразак Гурна
- Мир — Марија Реса и Дмитриј Муратов
- Економија — Дејвид Кард, Џошуа Ангрист и Гвидо Имбенс